# 右城望
右城 望（うしろ のぞむ、生年不明）は、日本の執行役員(従業員。会社法上の役員ではない)。

## 略歴
2016年関西電力執行役員(従業員。会社法上の役員ではない)就任。
2017年12月6日、福井工業大学にて「関西電力㈱における地域共生活動の概要」をテーマに講義を行なった。
関西電力が役員、幹部20人の受領額（商品は金額換算）を公表、右城地域共生本部長が受領した現金・商品券・スーツ5着の金額が開示された。
高浜原子力発電所が立地する福井県高浜町の元助役から金品を受け取っていた問題に関連し、関西電力の右城常務執行役員らが2019年9月30日午前、福井県庁を訪ね、県庁幹部に対して「福井県の皆様にご心配やご迷惑をおかけしたことにつきまして、深くおわび申し上げます」と謝罪。右城常務執行役員は調査の経緯などを説明し、発注プロセスなどが「適切に実施されていた」などとしたうえで、「コンプライアンス上疑義をもたれかねないと考え、厳粛に受け止めている」とした。
2020年3月30日付けで、金品受領問題で関西電力辞任
。